# Phakisa Freeway
Phakisa Freeway est un circuit de course de sport mécanique situé à Welkom en  Afrique du Sud.
Le complexe comprend deux circuits : un speedway de 2,7 km et un circuit routier de 4,240 km, la ligne des stands étant commune aux deux circuits.

Circuit du speedway
Circuit routier

Le circuit a une capacité de 60 000 spectateurs et a été inauguré en octobre 1999.
De 1999 à 2004, il a accueilli le Grand Prix d'Afrique du Sud de MotoGP.
En 2016, il a accueilli une course d'endurance appartenant au championnat sud-africain African Endurance Series et nommée : 6 Hours of the Free State.

## Résultats des Grands Prix moto courus sur ce circuit
| Saison | 125 cm³                      | 250 cm³                   | Moto GP                  | Résultat |
| ------ | ---------------------------- | ------------------------- | ------------------------ | -------- |
| 2004   | Andrea Dovizioso (Honda)     | Dani Pedrosa (Honda)      | Valentino Rossi (Yamaha) | Résultat |
| 2003   | Dani Pedrosa (Honda)         | Manuel Poggiali (Aprilia) | Sete Gibernau (Honda)    | Résultat |
| 2002   | Manuel Poggiali (Gilera)     | Marco Melandri (Aprilia)  | Tohru Ukawa (Honda)      | Résultat |
| Saison | 125 cm³                      | 250 cm³                   | 500 cm³                  | Résultat |
| 2001   | Youichi Ui (Derbi)           | Daijiro Kato (Honda)      | Valentino Rossi (Honda)  | Résultat |
| 2000   | Arnaud Vincent (Aprilia)     | Shinya Nakano (Yamaha)    | Garry McCoy (Yamaha)     | Résultat |
| 1999   | Gianluigi Scalvini (Aprilia) | Valentino Rossi (Aprilia) | Max Biaggi (Yamaha)      | Résultat |